# Versionshantering

Versionshantering som trädstruktur.

Versionshantering innebär att tidigare versioner av dokument, källkodsfiler, program eller webbsidor kan återskapas, och ändringar gjorda i dessa tidigare versioner kan spåras.
Möjlighet till parallell utveckling, exempelvis rättning av äldre versioner parallellt med vidareutveckling av nya, är också väsentlig. Detta är i synnerhet användbart när många personer arbetar med samma sak. Vanligen används ett speciellt program, exempelvis CVS, men moderna utvecklingsverktyg har ofta inbyggt stöd för versionshantering.

## Begrepp inom versionshantering[3][4]
- Revisions (sv. revideringar) är ett begrepp för sparade förändringar.
- Branches (sv. grenar) eller grenar används i utveckling där flera arbetar med att förbättra samma projekt. Detta innebär att huvudprojektet delas så att varje användare kan modifiera det i sin branch. En Branch innehåller en modifierad kopia av projektet som man kan jämka tillbaks till systemets huvudspår.
- Merge (sv. sammanslagning)Är den punkt på baslinjen där uppdateringar gjorda i en branch sparas i huvudprojektet.
- Trunk (sv. trädstam) är ett begrepp för projektets huvudspår som i huvudsak förekommer i Subversion. Master är i stället vanligt i Git.
- Tags (sv. etiketter) är versionshanteringsprogrammens sätt att strukturera förändringarna gjorda i projektet. Inga förändringar görs i en tag, istället ska en branch bildas utifrån en tag.

## Lista över versionshanteringssystem
- Aegis
- ArX
- Accurev
- Apache Subversion ("SVN")
- Bazaar
- Bazaar-NG
- BitKeeper
- ClearCase
- Codeville
- CMS (del av DecSET)
- CVS
- Darcs
- DCVS
- FastCST
- GNU arch
- Git
- Meta-CVS
- Mercurial
- Monotone
- OpenCM
- OpenCVS
- Perforce
- RCS
- Source Code Control System ("SCCS")
- Stellation
- Superversion
- SVK
- Team Foundation Server ("TFS")
- Vesta
- Visual SourceSafe